# Акопянц, Геворк Тамразович
Гево́рк Тамра́зович Акопя́нц (Гео́ргий Тамра́зович Акопья́нц) (20 апреля 1920 — 30 июля 1976) — советский офицер, участник Великой Отечественной войны, Герой Советского Союза (1944).

## Биография
Родился 20 апреля 1920 года в Пятигорске, в семье рабочего армянина выходца из Карабаха.
После окончания средней школы поступает в Краснодарское военно-пехотное училище, которое окончил с отличием.

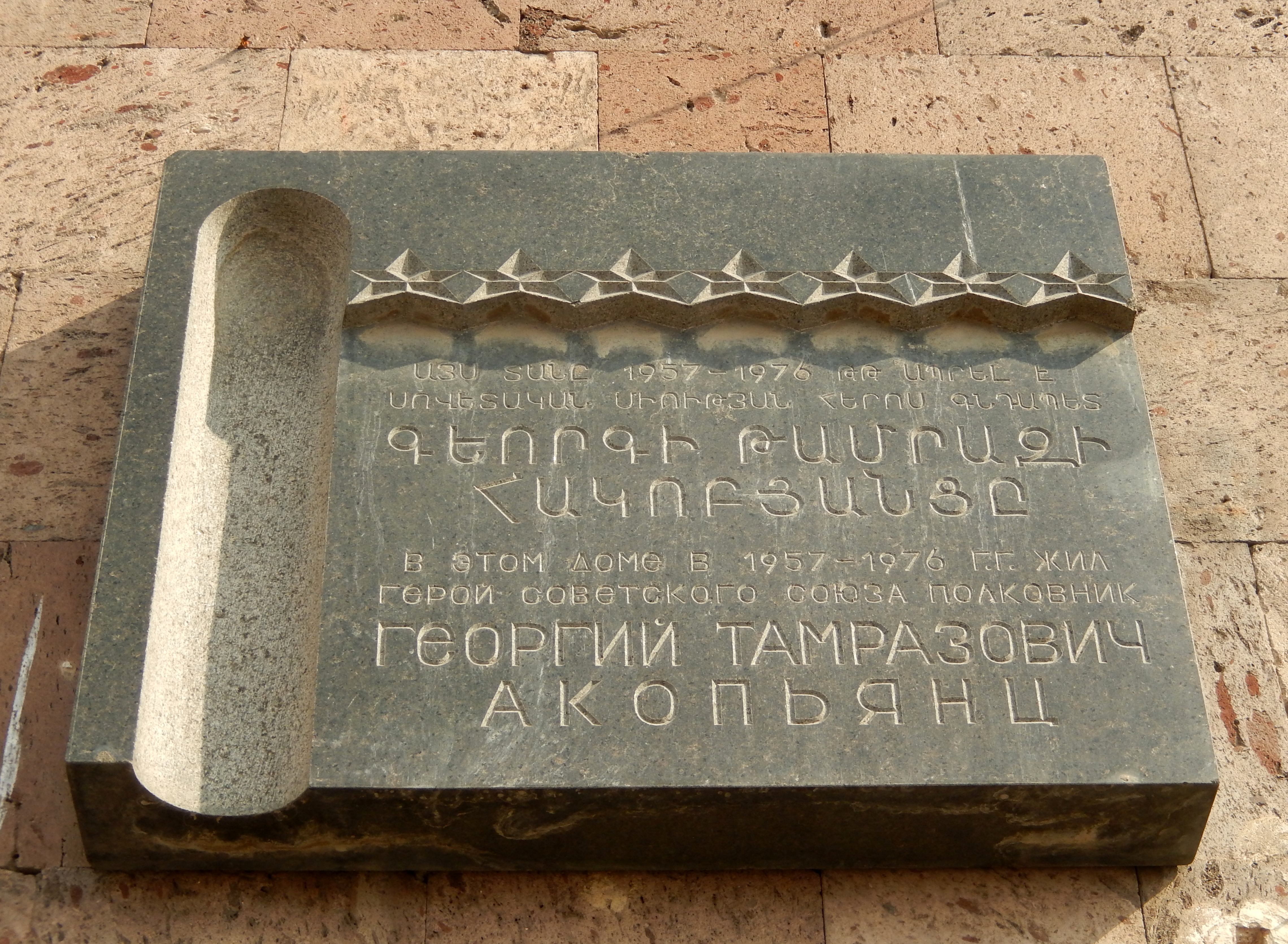

В Красной Армии с 1939 года. В 1941 году, после окончания Краснодарского военно-пехотного училища, получил звание лейтенанта и был назначен командиром стрелкового взвода 323-го полка Львовской 81-й мотомеханизированной дивизии.
С первых дней Великой Отечественной войны находится на фронте, в январе 1942 года идёт на повышение и получает звание старшего лейтенанта и назначается на должность заместителя начальника штаба полка.
В апреле 1942 года за проявленную смекалку, отвагу и способность ориентироваться на местности назначается на должность командира батальона, а спустя всего три месяца получает звание капитана. В этот же год батальон под командованием капитана Акопянца активно участвовал в освобождении Армавира, Краснодара, Крымского и других городов Северного Кавказа.
В марте 1944 года уже майор Акопянц получил задание необычайной сложности, цель которого заключалась в том, чтобы перейти со своим батальоном Днепр, занять плацдарм на противоположном берегу реки и начать наступление на Херсон. Поставленные перед батальоном майора Акопянца цели были выполнены на отлично, а за успешное выполнение этого боевого задания, проявленные при форсировании Днепра и освобождении Херсона личную отвагу и смекалку Указом Президиума Верховного Совета СССР от 3 июня 1944 года майору Акопянцу присвоено звание Героя Советского Союза.
Мужественно сражался и отличился молодой офицер за освобождение Николаева, Очакова, Одессы, при форсировании Днепра, во время крупной Кишинёвской операции. Когда вместе со своей частью оказался у Вислы, преследуя врага по территории Польши, Акопянц был повышен до звания подполковника.
В 1945 году поступил в Военную академию имени М. В. Фрунзе, по окончании которой проводил плодотворную работу в различных частях, в том числе в Армянской Таманской дивизии.
С 1956 года работал в Ереванском сельскохозяйственном институте.
Умер 30 июля 1976 года. Похоронен на Тохмахском кладбище (Мемориал «Военное кладбище»).

## Награды
- Медаль «Золотая Звезда» Героя Советского Союза (03.06.1944)
- орден Ленина
- два ордена Красного Знамени
- орден Отечественной войны I степени
- орден Отечественной войны II степени
- орден Красной Звезды
- медаль «За боевые заслуги» (1942)
- медали

## Память
- в 1977 году в городе Пятигорск улица, ранее носившая название Неглинная, была переименована в его честь[2].
- Согласно распоряжению главы города Пятигорска имя Героя было высечено на памятной доске в Аллее героев[4].